# Кононова, Мария Михайловна
Мария Михайловна Кононова (18 августа 1898 года, Оренбург — 20 февраля 1979 года, Москва) — советский учёный, специалист в области изучения органического вещества почв. Доктор биологических наук, лауреат Государственной премии СССР (1968).

## Биография
В 1917 году окончила женскую гимназию. В 1917—1918 годах училась в Воронежском СХИ, в 1921—1925 годах работала на биологическом отделении физико-математического факультета Среднеазиатского университета, в 1925—1928 годах — в аспирантуре на кафедре физиологии растений и микробиологии.
С 1926 года по 1932 год микробиолог на Ак-Кавакской опытной станции.
С 1932 года работала в Почвенном институте им. В. В. Докучаева. В 1945—1976 годах заведующая лабораторией биохимии почв.
В 1935 году присвоена без защиты диссертации научная степень кандидата сельскохозяйственных наук. В 1943 году защитила докторскую диссертацию на тему «Органическое вещество почв сухих степей Заволжья и процессы превращения его в условиях орошаемого земледелия». С 1946 года — профессор биохимии.

## Сочинения
Автор монографий:
- «Проблема почвенного гумуса и современные задачи его изучения» (1951), за неё в 1952 году удостоена премии им. В. В. Докучаева.
- «Органическое вещество почвы. Его природа, свойства и методы изучения» (1963).

За эти книги в 1968 году присуждена Государственная премия СССР. Монографии изданы в Англии (1961, 1966), ГДР (1958), Польше (1955, 1968), Японии (1963, 1976), КНР (1956).
В 1975 году выпустила книгу «Гумус естественных и освоенных почв».

## Награды
Награждена орденом Трудового Красного Знамени (1953), медалями.